# František Kunzo
František Kunzo (* 17. září 1954 Spišský Hrušov) je bývalý slovenský fotbalový obránce, československý reprezentant a držitel zlaté medaile z letních olympijských her 1980 v Moskvě.

## Fotbalová kariéra
V československé lize odehrál 16 816 minut ve 191 zápasech. 1. ligu hrál za Duklu Banská Bystrica (1973–1981) a Lokomotívu Košice (1983–1986).

## Ligová bilance
| Ročník                                   | Zápasy | Góly | Klub                  |
| ---------------------------------------- | ------ | ---- | --------------------- |
| 2. československá fotbalová liga 1974/75 | -      | -    | Dukla Banská Bystrica |
| 1. československá fotbalová liga 1977/78 | 25     | 0    | Dukla Banská Bystrica |
| 1. československá fotbalová liga 1978/79 | 25     | 0    | Dukla Banská Bystrica |
| 1. československá fotbalová liga 1979/80 | 28     | 0    | Dukla Banská Bystrica |
| 1. československá fotbalová liga 1980/81 | 25     | 0    | Dukla Banská Bystrica |
| 1. československá fotbalová liga 1981/82 | 9      | 0    | Dukla Banská Bystrica |
| 1. československá fotbalová liga 1983/84 | 26     | 0    | Lokomotíva Košice     |
| 1. československá fotbalová liga 1984/85 | 27     | 0    | Lokomotíva Košice     |
| 1. československá fotbalová liga 1985/86 | 27     | 0    | Lokomotíva Košice     |
| CELKEM 1. liga                           | 192    | 0    |                       |